# Bakomatsatsi
Bakomatsatsi ist ein temporärer Fluss, nach Art eines Fiumara auf Anjouan, einer Insel der Komoren in der Straße von Mosambik.

## Geographie
Der Fluss entspringt im Gebiet von Hamchako im Süden von Anjouan. Er verläuft nach Süden und mündet zusammen mit dem Ankongoua in die Straße von Mosambik.